# Malcolm Whitman
Malcolm Douglass Whitman (New York, 15 marzo 1877 – New York, 28 dicembre 1932) è stato un tennista statunitense.

## Carriera
Whitman è principalmente conosciuto per la tripletta agli U.S. National Championships dove tra il 1898 e il 1900 rimase imbattuto.

Prese parte alla prima edizione della Coppa Davis e aiutò la propria nazione a vincere il torneo sconfiggendo in singolo Arthur Gore.

È stato tra i primi tennisti inseriti nella International Tennis Hall of Fame, nel 1955.

## Finali del Grande Slam

### Vinte (3)
| Anno | Torneo                 | Avversario in finale | Risultato          |
| 1898 | U.S. Championships     | Dwight F. Davis      | 3-6, 6-2, 6-2, 6-1 |
| 1899 | U.S. Championships (2) | Jahial Parmly Paret  | 6-1, 6-2, 3-6, 7-5 |
| 1900 | U.S. Championships (3) | William Larned       | 6-4, 1-6, 6-2, 6-2 |